# 沙穆泰巴
09°31′S 17°49′E / 9.517°S 17.817°E
沙穆泰巴（葡萄牙語：Xá-Muteba），是安哥拉的城鎮，位於該國東北部，由北倫達省負責管轄，東鄰卡彭達-卡穆倫巴，南鄰坎本迪-卡滕博，2006年該城鎮人口157,044。